# 福岡県立大学
福岡県立大学（ふくおかけんりつだいがく、英語: Fukuoka Prefectural University）は、福岡県田川市伊田4395に本部を置く日本の公立大学。1945年創立、1992年大学設置。大学の略称は県大（けんだい）。

## 沿革
- 1945年（昭和20年）4月 福岡県立保健婦学校設置。
- 1952年（昭和27年）7月 福岡県立保育専門学院設置。
- 1952年（昭和27年）9月 福岡県立保健婦学校を福岡県立保健婦養成所に再編。
- 1954年（昭和29年）4月 福岡県立保育専門学院を福岡県立保母養成所と改称（県直営となる）。
- 1962年（昭和37年）4月 福岡県立保健婦養成所を福岡県立公衆衛生看護学校と改称。
- 1967年（昭和42年）4月 福岡県社会保育短期大学（保育科、社会福祉科）を開学。
- 1971年（昭和46年）4月 福岡県立公衆衛生看護学校を福岡県立看護専門学校（看護婦科（進学課程）、保健婦・助産婦科）に再編。
- 1992年（平成4年）4月 福岡県立大学（人間社会学部）開学。（社会保育短期大学の改組転換）
- 1997年（平成9年）4月 大学院開設。
- 2003年（平成15年）4月 看護学部開設。（看護専門学校の改組転換・移転）
- 2006年（平成18年）4月 公立大学法人福岡県立大学による設置運営へ移行。
- 2009年（平成21年）4月 人間社会学部社会学科を公共社会学科に改称。

## 学部
- 人間社会学部
  - 公共社会学科
  - 社会福祉学科
  - 人間形成学科
- 看護学部
  - 看護学科

## 大学院
- 人間社会学研究科
  - 社会福祉専攻
  - 心理臨床専攻
  - 子ども教育専攻
- 看護学研究科
  - 看護学専攻

## 大学関係者

### 教職員
- 木下謙治 - 元人間社会学部 教授
- 森山沾一 - 人間社会学部 教授
- 安酸史子 - 元看護学部教授・元同学部長

### 卒業生
- 立石宏昭 - 社会福祉学者
- 野見山ひふみ - 俳人　※福岡県立保健婦学校卒
- 村岡仁美 - 声優、舞台女優

## 対外関係

### 他大学との協定

#### 国内
- 放送大学（単位互換協定）[1]

#### 国外
- 中国 南京師範大学（1994年 学術・教育交流に関する協定締結）[2]
- 韓国 大邱韓医大学校（2006年 学術・教育交流に関する協定、学生交流に関する協定締結）[2]
- タイ コンケン大学（2009年 国際的な学術協力に関する覚え書きの締結）[2]
- 中国 北京中医薬大学 (2009年 学術・教育・文化交流に関する協定の締結)[2]
- 韓国 三育大学校（2010年 学術・教育・文化交流に関する協定の締結）[2]
- 韓国 威徳大学（2015年 学術・教育交流に関する覚書を締結）[2]
- 中国 吉林大学珠海学院（2016年 学術・教育交流に関する覚書を締結）[2]

### 団体等との協定
- 田川市（2010年 包括的連携に関する協定締結）[2]
- 田川市郡１市６町１村（2013年 包括連携に関する協定締結）[2]
- 福岡市教育委員会（2018年 「学生サポーター」派遣及び受入れに関する協定締結）[3]
- 福岡市（教員養成にかかる連携・協力協定）[4]
- 福智町、社会福祉法人福智町社会福祉協議会（2019年 三者連携協定締結）[5]

### 高大連携
- 福岡県立西田川高等学校[6]